# William H. Hinebaugh

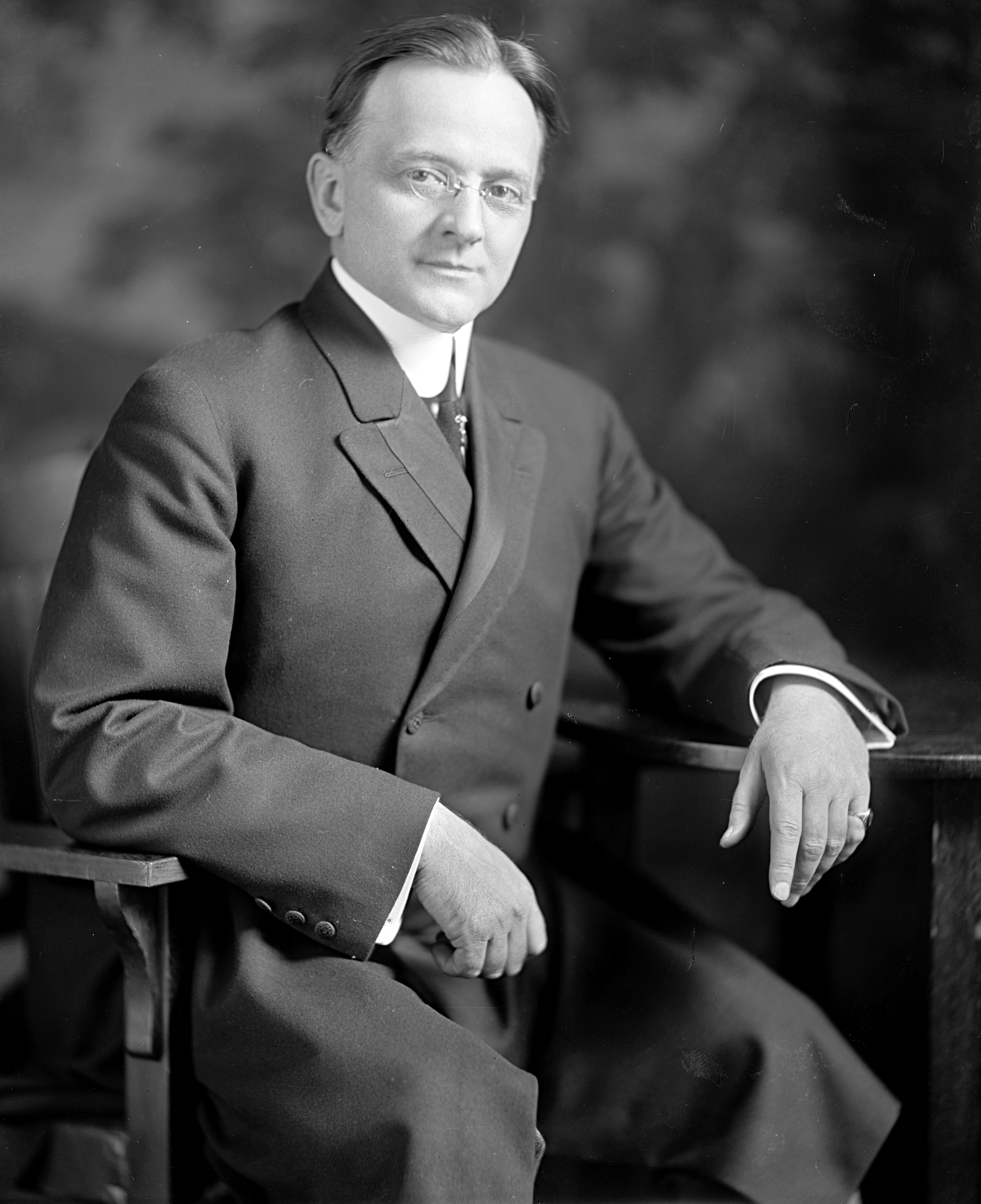
William H. Hinebaugh

William Henry Hinebaugh (* 16. Dezember 1867 bei Marshall, Calhoun County, Michigan; † 22. September 1943 in Albion, Michigan) war ein US-amerikanischer Politiker. Zwischen 1913 und 1915 vertrat er den Bundesstaat Illinois im US-Repräsentantenhaus.

## Werdegang
William Hinebaugh besuchte die öffentlichen Schulen seiner Heimat, die Litchfield High School und die State Normal School in Ypsilanti. Danach studierte er an der University of Michigan in Ann Arbor. Im Jahr 1891 zog er nach Ottawa in Illinois. Nach einem anschließenden Jurastudium und seiner 1893 erfolgten Zulassung als Rechtsanwalt begann er in diesem Beruf zu arbeiten. Im Jahr 1900 wurde er stellvertretender Bezirksstaatsanwalt im LaSalle County. Zwischen 1902 und 1912 war er in diesem Bezirk als Richter tätig. Von 1908 bis 1910 leitete er die Vereinigung der Bezirksrichter in Illinois. Politisch wurde er zunächst Mitglied der Republikanischen Partei. Bis 1912 war er für zwei Amtszeiten Bezirksvorsitzender. Danach wurde er Mitglied der von Theodore Roosevelt ins Leben gerufenen Progressive Party.
Bei den Kongresswahlen des Jahres 1912 wurde Hinebaugh als deren Kandidat im zwölften Wahlbezirk von Illinois in das US-Repräsentantenhaus in Washington, D.C. gewählt, wo er am 4. März 1913 die Nachfolge des Republikaners Charles Eugene Fuller antrat. Da er im Jahr 1915 gegen Fuller verlor, konnte er bis zum 3. März 1915 nur eine Legislaturperiode im Kongress absolvieren.
Nach dem Ende seiner Zeit im US-Repräsentantenhaus praktizierte William Hinebaugh wieder als Anwalt. Von 1916 bis 1922 war er stellvertretender Attorney General von Illinois. Außerdem war er Präsident der in Chicago ansässigen Central Life Insurance Co. Im Jahr 1933 zog er nach Albion in Michigan, wo er am 22. September 1943 starb.